# 華金·蘇亞雷斯
華金·蘇亞雷斯（Joaquín Suárez，1781年8月18日—1868年12月26日），烏拉圭政治人物，在烏拉圭內戰期間被弗魯克圖奧索·里維拉指派為總統。他的政府僅能控制首都蒙特維多，其他地區由曼紐·奧里韋掌控。